# Уфьер
Уфье́р (фр. Ouffières) — коммуна во Франции, находится в регионе Нижняя Нормандия. Департамент коммуны — Кальвадос. Входит в состав кантона Эвреси. Округ коммуны — Кан.
Код INSEE коммуны — 14483.

## Население
Население коммуны на 2010 год составляло 189 человек.
| 1962 | 1968 | 1975 | 1982 | 1990 | 1999 | 2010 |
| ---- | ---- | ---- | ---- | ---- | ---- | ---- |
| 122  | 118  | 109  | 135  | 161  | 158  | 189  |

## Экономика
В 2010 году среди 126 человек трудоспособного возраста (15—64 лет) 99 были экономически активными, 27 — неактивными (показатель активности — 78,6 %, в 1999 году было 64,0 %). Из 99 активных жителей работали 97 человек (56 мужчин и 41 женщина), безработных было 2 (2 мужчин и 0 женщин). Среди 27 неактивных 11 человек были учениками или студентами, 11 — пенсионерами, 5 были неактивными по другим причинам.